# Le Monde de Jamy
Le Monde de Jamy est une émission de télévision documentaire française diffusée depuis le 7 mai 2014 sur France 3 et présentée par Jamy Gourmaud et Myriam Bounafaa, remplacée par Églantine Éméyé à partir de février 2018.

## Concept
Cette collection de documentaires a pour sujet la découverte de la Terre et de notre société. Dans chaque épisode, les animateurs Jamy Gourmaud et Myriam Bounafaa s'intéressent à un thème particulier qu'ils explorent en profondeur. Ils partent découvrir des lieux en rapport avec ce thème et rencontrent des gens qui témoignent de leur expérience.

## Historique
Après plusieurs mois d'incertitude, France 3 décide en août 2013 de mettre fin à l'émission de vulgarisation scientifique C'est pas sorcier. Depuis quelques mois, l'équipe travaille déjà sur un nouveau format qui doit être diffusé en première partie de soirée et doit respecter les nouvelles contraintes budgétaires. La chaîne décide de confier la présentation de ce nouveau programme à Jamy Gourmaud seulement et licencie Frédéric Courant. La production invoque des raisons économiques et le fait que le rôle des deux animateurs se confondaient. Cette nouvelle émission est nommée Le Monde de Jamy. Au contraire de C'est pas sorcier, cette émission n'est pas un programme éducatif pour la jeunesse, mais vise toute la famille,. Il est prévu de diffuser quatre numéros par an si les audiences sont satisfaisantes. Chaque documentaire nécessite près de deux mois de préparation et d'écriture, au moins quatre semaines de tournage et autant de montage.
La première émission est diffusée le 7 mai 2014 et s'intéresse aux volcans,.
À partir de l'épisode du 11 novembre 2015 intitulé Quand notre météo devient folle !, l'émission change légèrement de formule. Elle devient plus dynamique et les sujets sont recentrés sur la France pour mieux concerner les téléspectateurs. De plus, Jamy Gourmaud est désormais accompagné d'une nouvelle acolyte, la journaliste Myriam Bounafaa, remplacée par Églantine Éméyé à partir de février 2018.
Après un recentrage sur les questions environnementales depuis 2023, France Télévisions décide de changer la chaîne et le jour de diffusion. Depuis le 9 décembre 2024, l'émission est désormais diffusée le lundi, à 21h05, sur France 5.

## Liste des émissions et audiences
| N° | Date de diffusion | Titre                                                                        | Téléspectateurs | Part d'audience | Réf.   |
| -- | ----------------- | ---------------------------------------------------------------------------- | --------------- | --------------- | ------ |
| 1  | 7 mai 2014        | Des volcans et des Hommes                                                    | 2 568 000       | 10,5 %          | ,      |
| 2  | 10 septembre 2014 | Dans le secret des bâtisseurs                                                | 2 009 000       | 8,7 %           | ,      |
| 3  | 26 novembre 2014  | Au cœur de la faune sauvage                                                  | 1 925 000       | 7,7 %           | ,      |
| 4  | 22 avril 2015     | La vie cachée des montagnes                                                  | 1 945 000       | 8,0 %           | ,      |
| 5  | 15 juillet 2015   | Des forêts et des Hommes                                                     | 2 100 000       | 10,8 %          | ,      |
| 6  | 11 novembre 2015  | Quand notre météo devient folle !                                            | 3 162 000       | 13,0 %          | ,      |
| 7  | 20 avril 2016     | Dans la tête de nos animaux préférés                                         | 4 009 000       | 18,1 %          | ,      |
| 8  | 8 juin 2016       | Sur la route des vacances, notre sécurité avant tout !                       | 2 333 000       | 10,3 %          | ,      |
| 9  | 19 octobre 2016   | Bien manger, c'est encore possible !                                         | 1 902 000       | 7,9 %           | ,      |
| 10 | 21 décembre 2016  | Feux d'artifice, cirques, parcs d'attractions : des étoiles plein les yeux ! | 1 894 000       | 7,3 %           | ,      |
| 11 | 12 avril 2017     | Ces animaux si proches de nous !                                             | 2 715 000       | 12,0 %          | ,      |
| 12 | 12 juillet 2017   | Mer, nature, campagne : ils veillent sur nos vacances !                      | 1 781 000       | 9,2 %           | [ 29 ] |
| 13 | 23 octobre 2017   | Volcans et séismes, quand la Terre gronde !                                  | 2 140 000       | 8,9 %           | [ 30 ] |
| 14 | 12 février 2018   | Chiots, chatons : les premiers pas de nos animaux préférés                   | 2 127 000       | 8,9 %           | [ 31 ] |
| 15 | 16 avril 2018     | En France : ils défient pour nous les milieux extrêmes                       | 2 083 000       | 8,9 %           | [ 32 ] |
| 16 | 22 octobre 2018   | Les colères du ciel !                                                        | 2 048 000       | 9,0 %           | [ 33 ] |
| 17 | 25 février 2019   | Ces animaux qui nous sauvent !                                               | 2 101 000       | 9,7 %           | [ 34 ] |
| 18 | 15 avril 2019     | La tête dans les étoiles                                                     | 1 707 000       | 7,5 %           | [ 35 ] |
| 19 | 18 novembre 2019  | La France face aux tempêtes                                                  | 1 547 000       | 6,9 %           | [ 36 ] |
| 20 | 24 février 2020   | Neige, verglas, grand froid : quand l'hiver se dechaîne !                    | 1 875 000       | 8,6 %           | [ 37 ] |
| 21 | 8 juillet 2020    | Canicule, sécheresse: Quand notre thermomètre explose !                      | 2 012 000       | 10,7 %          | [ 38 ] |
| 22 | 16 décembre 2020  | Nos animaux ont la parole                                                    | 1 960 000       | 8,6 %           | [ 39 ] |
| 23 | 10 mars 2021      | Réchauffement climatique : comment protéger nos montagnes ?                  | 1 596 000       | 7,2 %           | [ 40 ] |
| 24 | 28 juillet 2021   | Sécheresse et incendies : les super-pouvoirs de nos forêts !                 | 1 576 000       | 8,6 %           | [ 41 ] |
| 25 | 6 octobre 2021    | Quand nos volcans se déchaînent !                                            | 1 794 000       | 9 %             | [ 42 ] |
| 26 | 17 novembre 2021  | Climat : la France sous les eaux ?                                           | 1 696 000       | 8,4 %           | [ 43 ] |
| 27 | 15 décembre 2021  | Animaux : une affaire de famille                                             | 1 378 000       | 6,5 %           | [ 44 ] |
| 28 | 19 janvier 2022   | Santé, budget, environnement : des solutions dans nos assiettes              | 1 658 000       | 8,4 %           | [ 45 ] |
| 29 | 23 février 2022   | Nos animaux ont la parole                                                    | 1 447 000       | 7 %             | [ 46 ] |
| 30 | 22 juin 2022      | Montée des eaux, comment sauver nos plages ?                                 | 1 983 000       | 10,8 %          | [ 47 ] |
| 31 | 21 septembre 2022 | Les derniers secrets de notre cerveau                                        | 1 042 000       | 5,5 %           | [ 48 ] |
| 32 | 12 octobre 2022   | La grande aventure du goût                                                   | 956 000         | 5 %             | [ 49 ] |
| 33 | 4 janvier 2023    | Eclairage, chauffage, transports : la France risque-t-elle le black-out ?    | 1 814 000       | 9,5 %           | [ 50 ] |
| 34 | 14 juin 2023      | Sécheresse, canicules : allons-nous manquer d'eau cet été ?                  | 1 658 000       | 9,6 %           | [ 51 ] |
| 35 | 6 septembre 2023  | Incendies, réchauffement, surexploitation : comment sauver nos forêts ?      | 1 297 000       | 7,5 %           | [ 52 ] |
| 36 | 1er novembre 2023 | Santé, transports, climat : les animaux ont la solution !                    | 1 870 000       | 9,4 %           | [ 53 ] |
| 37 | 29 mai 2024       | Réchauffement climatique : nos produits du terroir vont-ils résister ?       | 1 098 000       | 6,1 %           | [ 54 ] |
| 38 | 9 décembre 2024   | Voiture, avion, climat : peut-on encore voyager ?                            | 914 000         | 4,6 %           | [ 55 ] |
| 39 | 13 janvier 2025   | Plastique : comment lui dire adieu ?                                         | 987 000         | 5,2 %           | [ 56 ] |
| 40 | 24 février 2025   | Changement climatique : ma maison en première ligne !                        | 953 000         | 5,2 %           | [ 57 ] |
| 41 | 7 avril 2025      | Le réveil des volcans d'Europe                                               | 1 204 000       | 6,8 %           | [ 58 ] |
| 42 | 19 mai 2025       | Comment sauver la Méditerranée ?                                             | 926 000         | 5,4 %           | [ 59 ] |

Légende : 
- Les plus hauts chiffres d'audience
- Les plus bas chiffres d'audience

## Accueil
Les onze premières émissions sont suivies en moyenne par 2,41 millions de téléspectateurs, soit 10,4 % de part d'audience. Le septième épisode, diffusé le 20 avril 2016 et intitulé Dans la tête de nos animaux préférés, réalise le meilleur score de la série en attirant 4,01 millions de téléspectateurs, soit 18,1 % de part de marché. Le 15 avril 2019, la 18e émission inédite, La tête dans les étoiles avec Thomas Pesquet, réalise son cinquième score d'audience le plus faible en nombre de téléspectateurs (1,71 million de téléspectateurs, soit 7,5 % de part d'audience), en raison notamment de l'incendie de Notre-Dame de Paris diffusé au même moment sur plusieurs autres chaînes.